# Мохамед Шеріф
Мохамед Шеріф (араб. محمد شريف, нар. 4 лютого 1996) — єгипетський футболіст, нападник клубу «Аль-Аглі» і національної збірної Єгипту.

## Клубна кар'єра
Народився 4 лютого 1996 року. Вихованець футбольної школи клубу «Ваді Дегла». Дорослу футбольну кар'єру розпочав 2015 року в основній команді того ж клубу, в якій провів три з половиною сезони, взявши участь у 61 матчі чемпіонату. Більшість часу, проведеного у складі «Ваді Дегла», був основним гравцем атакувальної ланки команди.
На початку 2018 року перебрався до столичного «Аль-Аглі», де наступні півтора роки був гравцем резерву. Сезон 2019/20 відіграв в оренді за  «ЕНППІ Клуб», після чого повернувся до «Аль-Аглі», де вже отримав місце в основному складі команди. З 20-ма забитими голами став найкращим бомбардиром першості Єгипту в сезоні 2020/21.

## Виступи за збірну
2020 року дебютував в офіційних матчах у складі національної збірної Єгипту.
У складі збірної був учасником Кубка африканських націй 2021 року, до проходив на початку 2022 року в Камеруні. На турнірі, за результатами якого Єгипет став віце-чемпіоном Африки, виходив на заміну у чотирьох матчах.
| Дата       | Місто       | Господарі    | Результат               | Гості             | Турнір                                                   | Голи | Примітки  |
| ---------- | ----------- | ------------ | ----------------------- | ----------------- | -------------------------------------------------------- | ---- | --------- |
| 17-11-2020 | Ломе        | Того         | 1 – 3                   | Єгипет            | Відбір до Кубка африканських націй 2021                  | 1    | 56'       |
| 25-3-2021  | Найробі     | Кенія        | 1 – 1                   | Єгипет            | Відбір до Кубка африканських націй 2021                  | -    | 62'       |
| 29-3-2021  | Каїр        | Єгипет       | 4 – 0                   | Коморські Острови | Відбір до Кубка африканських націй 2021                  | 1    | 60'       |
| 1-9-2021   | Каїр        | Єгипет       | 1 – 0                   | Ангола            | Відбір до ЧС 2022                                        | -    |           |
| 5-9-2021   | Франсвіль   | Габон        | 1 – 1                   | Єгипет            | Відбір до ЧС 2022                                        | -    |           |
| 30-9-2021  | Александрія | Єгипет       | 2 – 0                   | Ліберія           | товариський матч                                         | 2    | 68'       |
| 12-11-2021 | Луанда      | Ангола       | 2 – 2                   | Єгипет            | Відбір до ЧС 2022                                        | -    | 82'       |
| 16-11-2021 | Александрія | Єгипет       | 2 – 1                   | Габон             | Відбір до ЧС 2022                                        | -    | 59'       |
| 1-12-2021  | Доха        | Єгипет       | 1 – 0                   | Ліван             | Кубок арабських націй з футболу 2021 - 1-й етап          | -    | 73' 84'   |
| 4-12-2021  | Доха        | Судан        | 0 – 5                   | Єгипет            | Кубок арабських націй з футболу 2021 - 1-й етап          | 1    | 73'       |
| 7-12-2021  | Ель-Вакра   | Алжир        | 1 – 1                   | Єгипет            | Кубок арабських націй з футболу 2021 - 1-й етап          | -    | 83'       |
| 11-12-2021 | Ель-Вакра   | Єгипет       | 3 – 1 д.ч.              | Йорданія          | Кубок арабських націй з футболу 2021 - чвертьфінал       | -    | 58'       |
| 15-12-2021 | Доха        | Туніс        | 1 – 0                   | Єгипет            | Кубок арабських націй з футболу 2021 - півфінал          | -    | 46'       |
| 18-12-2021 | Доха        | Єгипет       | 0 – 0 д.ч. (4 – 5 п.п.) | Катар             | Кубок арабських націй з футболу 2021 - гра за 3-тє місце | -    |           |
| 11-1-2022  | Гаруа       | Нігерія      | 1 – 0                   | Єгипет            | Кубок африканських націй 2021 - 1-й етап                 | -    | 90'       |
| 15-1-2022  | Гаруа       | Гвінея-Бісау | 0 – 1                   | Єгипет            | Кубок африканських націй 2021 - 1-й етап                 | -    | 78'       |
| 26-1-2022  | Дуала       | Кот-д'Івуар  | 0 – 0 д.ч. (4 – 5 п.п.) | Єгипет            | Кубок африканських націй 2021 - 1/8 фіналу               | -    | 91'       |
| 3-2-2022   | Яунде       | Камерун      | 0 – 0 д.ч. (1 – 3 п.п.) | Єгипет            | Кубок африканських націй 2021 - півфінал                 | -    | 106' 118' |
| Усього     |             | Матчів       | 18                      |                   | Голів                                                    | 5    |           |

## Титули і досягнення

### Командні
- Чемпіон Єгипту (3):

«Аль-Аглі»: 2017-2018, 2018-2019, 2022-23
- Володар Кубка Єгипту (1):

«Аль-Аглі»: 2021-2022
- Володар Суперкубка Єгипту (2):

«Аль-Аглі»: 2021, 2022
- Володар Суперкубка КАФ (2):

«Аль-Аглі»: 2020, 2021
- Переможець Ліги чемпіонів КАФ (2):

«Аль-Аглі»: 2020-2021, 2022-2023
- Срібний призер Кубка африканських націй: 2021

### Особисті
- Найкращий бомбардир чемпіонату Єгипту (1):

2020-2021 (20 голів)
- Найкращий бомбардир  Ліги чемпіонів КАФ (1):

2020-2021 (6 голів)